# Curie-Gruppe
Die Curie-Gruppen oder kontinuierlichen Punktgruppen sind alle die Punktgruppen, die mindestens eine kontinuierliche Rotationssymmetrie aufweisen. Sie sind nach Pierre Curie benannt, der sie zur Beschreibung der Symmetrie von elektrischen und magnetischen Feldern verwendete.
Man benötigt die Curie-Gruppen bei der Anwendung des Curie-Prinzips zur Bestimmung der Eigenschaften eines Körpers in einem Feld.
Es gibt sieben Curie-Gruppen, die in zwei Systeme aufgeteilt sind.

## Die sieben Curie-Gruppen

### Das zylindrische System
Die als Beispiele angegebenen Zylinder bzw. Kegel sind endliche Körper. Sie werden so gedreht oder tordiert, dass in jedem Fall die Achsen dieser Körper unverändert bleiben.
| Hermann-Mauguin-Symbol                                                    | Hermann-Mauguin-Kurzsymbol        | Schoenflies-Symbol                                        | mögliche physikalische Eigenschaften                               | Beispiel                                                                     |
| ------------------------------------------------------------------------- | --------------------------------- | --------------------------------------------------------- | ------------------------------------------------------------------ | ---------------------------------------------------------------------------- |
| {\displaystyle A_{\infty }}                                               | {\displaystyle \infty }           | {\displaystyle C_{\infty }}                               | optisch aktiv, enantiomorph, piezoelektrisch, pyroelektrisch polar | sich drehender Kegel                                                         |
| {\displaystyle {\frac {A_{\infty }}{M}}C}                                 | {\displaystyle {\bar {\infty }}}  | {\displaystyle C_{\infty h},\,S_{\infty },\,C_{\infty i}} |                                                                    | sich drehender Zylinder                                                      |
| {\displaystyle A_{\infty }\infty A_{2}}                                   | {\displaystyle \infty 2}          | {\displaystyle D_{\infty }}                               | optisch aktiv, enantiomorph, piezoelektrisch                       | Zylinder, der entgegengesetzt betragsgleichen Torsionskräften ausgesetzt ist |
| {\displaystyle A_{\infty }M}                                              | {\displaystyle \infty m}          | {\displaystyle C_{\infty v}}                              | piezoelektrisch, pyroelektrisch                                    | stehender Kegel                                                              |
| {\displaystyle {\frac {A_{\infty }}{M}}{\frac {\infty A_{2}}{\infty M}}C} | {\displaystyle {\bar {\infty }}m} | {\displaystyle D_{\infty h};D_{\infty d}}                 |                                                                    | stehender Zylinder                                                           |

### Das sphärische System
| Hermann-Mauguin Symbol                           | Hermann-Mauguin-Kurzsymbol        | Schönflies-Symbol       | mögliche physikalische Eigenschaften | Beispiel                                             |
| ------------------------------------------------ | --------------------------------- | ----------------------- | ------------------------------------ | ---------------------------------------------------- |
| {\displaystyle \infty A_{\infty }}               | {\displaystyle 2\infty }          | {\displaystyle \ K}     | optisch aktiv, enantiomorph          | mit einer optisch aktiven Flüssigkeit gefüllte Kugel |
| {\displaystyle \infty {\frac {A_{\infty }}{M}}C} | {\displaystyle m{\bar {\infty }}} | {\displaystyle \ K_{h}} |                                      | mit einer isotropen Flüssigkeit gefüllte Kugel       |